# Steatococcus dymocki
Steatococcus dymocki är en insektsart som först beskrevs av Walter Wilson Froggatt 1921.  Steatococcus dymocki ingår i släktet Steatococcus och familjen pärlsköldlöss. Inga underarter finns listade i Catalogue of Life.